# Ser o no ser (pel·lícula)
Ser o no ser (títol original en anglès: To Be or Not to Be) és una pel·lícula dirigida per Ernst Lubitsch l'any 1942. Va ser adaptat per Edwin Justus Mayer de la història de Melchior Lengyel i Lubitsch (sense acreditar).
La pel·lícula es va estrenar un mes després que l'actriu protagonista Carole Lombard morís en un accident d'avió. El 1996, va ser seleccionada per a la seva conservació al National Film Registry per la Biblioteca del Congrés dels Estats Units com a "important cultural, històricament o estèticament". El títol fa referència al famòs soliloqui "Ser o no ser" amb que comença Hamlet. La pel·lícula va ser doblada al català.

## Argument
A Varsòvia, durant l'ocupació alemanya a la Segona Guerra Mundial, el professor Siletsky, un espia al servei de la Gestapo, està a punt de lliurar una llista amb el nom dels col·laboradors de la resistència. Joseph Tura, actor polonès intèrpret de Hamlet i espòs de Maria Tura, també coneguda actriu, intentarà solucionar aquesta perillosa situació i, amb l'ajut dels actors de la seva companyia, es farà passar successives vegades pel cruel coronel Erhardt i per Siletsky per entrar a la caserna general de les SS.

## Repartiment
- Carole Lombard: Maria Tura
- Jack Benny: Joseph Tura
- Robert Stack: tinent Stanislav Sobinski
- Felix Bressart: Greenberg
- Lionel Atwill: Rawitch
- Stanley Ridges: Professor Alexander Siletsky
- Sig Ruman: Coronel Ehrhardt
- Tom Dugan: Bronski
- Charles Halton: Dobosh, el productor
- Henry Victor: Capitaine Schultz
- Maude Eburne: Anna, la majordoma
- Halliwell Hobbes: General Armstrong
- Miles Mander: Major Cunningham

## Producció
Lubitsch mai no va considerar ningú més que Jack Benny per al paper principal de la pel·lícula. Fins i tot havia escrit el personatge pensant en Benny. Benny, emocionat perquè un director del calibre de Lubitsch hagués estat pensant en ell mentre l'escrivia, va acceptar el paper immediatament. Benny es trobava en una situació difícil ja que tot i el seu èxit a la versió cinematogràfica de Charley's Aunt (1941) no havia trobat a ningú interessat en contractar-lo per a les seves pel·lícules.
Per a la coprotagonista de Benny, l'estudi i Lubitsch es van decidir per Miriam Hopkins, la carrera de la qual havia anat trontollant els últims anys. El paper va ser dissenyat com un retorn de la veterana actriu, però Hopkins i Benny no tenien bona relació, i Hopkins va abandonar la producció.
Lubitsch es va quedar sense protagonista femenina fins que Carole Lombard, en sentir la seva situació, va demanar que se la tingués en compte. Lombard mai havia treballat amb el director i anhelava tenir una oportunitat. Lubitsch va acceptar i Lombard va ser escollida. La pel·lícula també va oferir a Lombard l'oportunitat de treballar amb el seu amic Robert Stack, a qui ella coneixia des que era adolescent. La pel·lícula es va rodar a United Artists, la qual cosa va permetre a Lombard dir que havia treballat en tots els estudis importants de Hollywood.

## Acollida
L'obra, considerada ara com una de les millors pel·lícules de la carrera de Lubitsch, Benny i Lombard, inicialment no va ser ben rebuda pel públic, molts dels quals no entenien la noció de burlar-se d'aquest tipus d'amenaces reals com els nazis. Segons les memòries inacabades de Jack Benny, publicades el 1991, el seu propi pare va sortir del cinema al principi de la pel·lícula, disgustat perquè el seu fill portava un uniforme nazi i va prometre que no tornaria a posar els peus a un cinema. Benny el va convèncer del contrari i al seu pare va acabar estimant la pel·lícula, i la va veure quaranta-sis vegades.
No es pot dir el mateix de tots els crítics. Tot i que generalment elogiaven Lombard, alguns van menysprear Benny i Lubitsch i van trobar que la pel·lícula era de mal gust. Bosley Crowther de The New York Times va escriure que és "difícil d'imaginar com algú pot fer front, sense batre d'ull, un atac aeri sobre Varsòvia just després d'una seqüència de farsa o l'espectacle del Sr. Benny interpretant una escena de comèdia amb un cadàver de la Gestapo. El Sr. Lubitsch tenia un estrany sentit de l'humor —i un guió enredat— quan va fer aquesta pel·lícula." De la mateixa opinió era la crítica de The Philadelphia Inquirer, considerant la pel·lícula com "un esforç cruel i sense gust per trobar diversió en el bombardeig de Varsòvia." Algunes crítiques es van sentir especialment ofeses per la frase del coronel Ehrhardt: "Oh, sí, el vaig veure [a Tura] a 'Hamlet' una vegada. El que li va fer a Shakespeare ara ho estem fent a Polònia."
Tanmateix, altres crítiques van ser positives. Variety la va anomenar una de les "millors produccions de Lubitsch en [uns] anys... una sòlida peça d'entreteniment." Harrison's Reports la va anomenar "Una comèdia-drama absorbent de l'època de la guerra, dirigida i interpretada per experts. L'acció manté un tens suspens en tot moment, i la comèdia de diàleg i d'actuació fa que un rigui gairebé constantment." El crític John Mosher de The New Yorker també va elogiar la pel·lícula, escrivint: "Aquesta comèdia es podria plantar a Varsòvia en el moment de la seva caiguda, de la seva conquesta per els nazis, i no semblar massa incongruent per ser suportat és un triomf de Lubitsch."

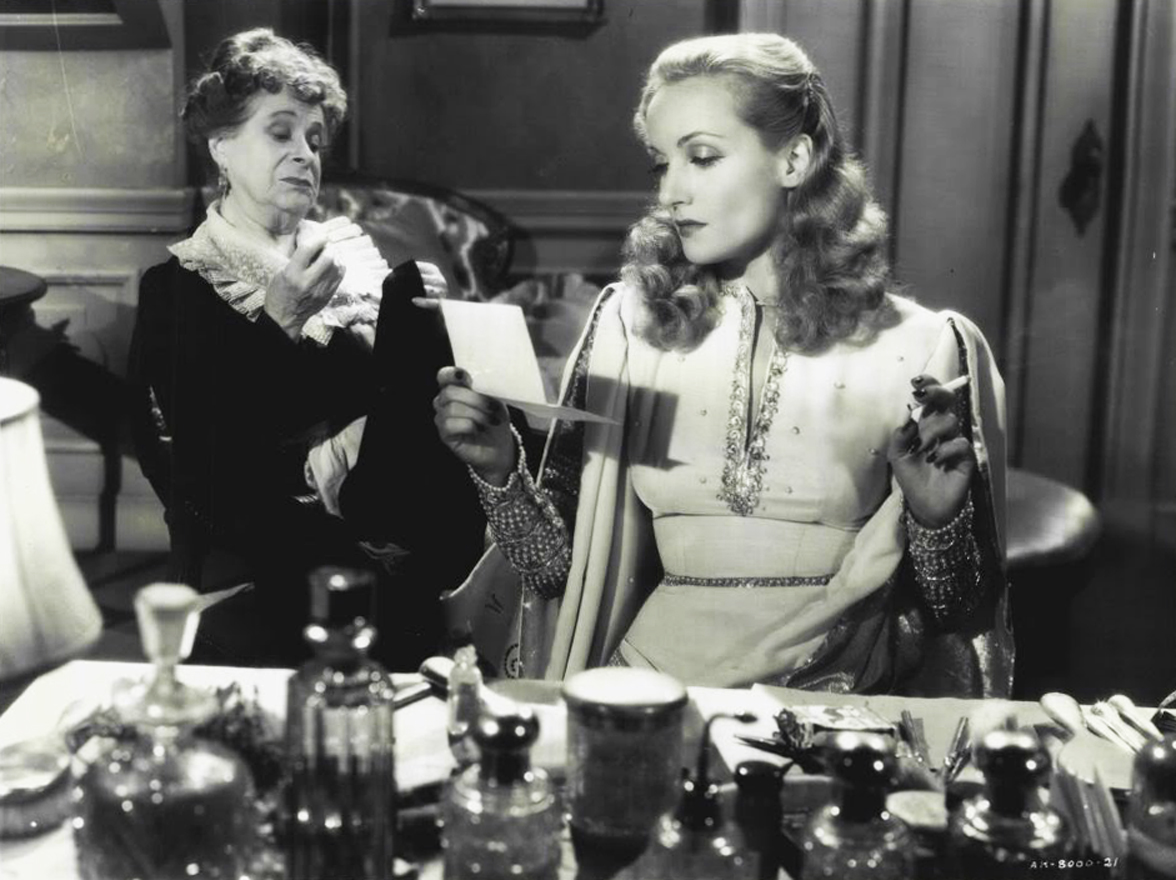
Carole Lombard en una promoció de la pel·lícula.

El 1943, la crítica Mildred Martin va revisar una altra de les pel·lícules de Lubitsch a The Philadelphia Inquirer i es va referir de manera despectiva al seu naixement alemany i la seva comèdia sobre els nazis a Polònia. Lubitsch va respondre publicant una carta oberta al diari en què escrivia: 
El que he satiritzat en aquesta imatge són els nazis i la seva ideologia ridícula. També he satiritzat l'actitud d'actors que sempre segueixen sent actors independentment de la perillositat que sigui la situació, cosa que crec que és una observació real. Es pot argumentar si la tragèdia de Polònia representada de manera realista com a Ser o no ser es pot fusionar amb la sàtira. Crec que pot ser i també el públic que vaig observar durant una projecció de To Be or Not to Be; però això és un tema de debat i tothom té dret al seu punt de vista, però sens dubte està molt lluny del director berlinès que es diverteix en el bombardeig de Varsòvia.
En els últims temps, la pel·lícula s'ha convertit en un clàssic de la comèdia. L'obra té una puntuació d'aprovació del 96% al lloc web de l'agregador de ressenyes Rotten Tomatoes amb una puntuació mitjana de 8,7/10, basada en 47 ressenyes, amb el consens: "Una avaluació complexa i oportuna sàtira amb tanta foscor com els slapstick, To Be or Not To Be d'Ernst Lubitsch equilibra delicadament l'humor i l'ètica." El crític cultural i filòsof eslovè, Slavoj Žižek la va anomenar la seva comèdia preferida, en una entrevista el 2015, on va comentar: "És una bogeria, crec que no pots fer una comèdia millor".

## Premis i reconeixements
El compositor de la pel·lícula, Werner Heymann, va ser nominat als premis Oscar de 1942 en la categoria de Millor banda sonora musical de pel·lícula dramàtica o comèdia.
La pel·lícula està reconeguda per l'American Film Institute en la seva llista 100 anys d'AFI... 100 rialles - #49

## Noves versions
- El 18 de gener de 1943, el Screen Guild Theatre va produir una adaptació radiofònica de To Be or Not to Be, protagonitzada per William Powell i Diana Lewis.
- La pel·lícula es va tornar a fer com a To Be or Not to Be el 1983. Va ser dirigida per Alan Johnson amb Mel Brooks i Anne Bancroft.
- El 1988, Juergen Hoffmann va escriure una adaptació escènica en alemany.
- Una versió escènica també titulada To Be or Not to Be es va estrenar a Broadway el 2008.
- Es va crear una adaptació escènica a Budapest per Marton László, Radnóti Zsuzsa i Deres Péter estrenada el 2011.[16]